# Campeonato Carioca 1940
In 1940 werd het 35ste Campeonato Carioca gespeeld voor voetbalclubs uit de toen nog Braziliaanse hoofdstad Rio de Janeiro. De competitie werd gespeeld van 21 april tot 22 december. Fluminense werd kampioen. 

## Eindstand
| Plaats | Club             | Wed. | W  | G | V  | Saldo | Ptn. |
| ------ | ---------------- | ---- | -- | - | -- | ----- | ---- |
| 1.     | Fluminense       | 24   | 17 | 4 | 3  | 62:31 | 38   |
| 2.     | Flamengo         | 24   | 17 | 3 | 4  | 72:30 | 37   |
| 3.     | Vasco da Gama    | 24   | 17 | 2 | 5  | 67:31 | 36   |
| 4.     | Botafogo         | 24   | 12 | 6 | 6  | 60:46 | 30   |
| 5.     | Madureira        | 24   | 9  | 3 | 12 | 52:64 | 21   |
| 6.     | America          | 24   | 9  | 2 | 13 | 45:45 | 20   |
| 7.     | Bonsucesso       | 24   | 5  | 4 | 15 | 34:69 | 14   |
| 8.     | São Cristóvão AC | 24   | 5  | 1 | 18 | 29:66 | 11   |
| 9.     | Bangu            | 24   | 4  | 1 | 19 | 35:74 | 9    |

|  | Kampioen |

### Kampioen
| Campeonato Carioca de 1940      |
| Rio de Janeiro                  |
| ------------------------------- |
| FLUMINENSE Kampioen (13° titel) |

## Topschutters
| Speler            | Speler      | Goals | Club          |
| ----------------- | ----------- | ----- | ------------- |
| Vlag van Brazilië | Leônidas    | 30    | Flamengo      |
| Vlag van Uruguay  | Villadóniga | 28    | Vasco da Gama |
| Vlag van Brazilië | Isaías      | 21    | Madureira     |
| Vlag van Brazilië | Gallego     | 14    | Bonsucesso    |
| Vlag van Brazilië | Hércules    | 12    | Fluminense    |
| Vlag van Brazilië | Nelsinho    | 12    | America       |
| Vlag van Brazilië | Milani      | 11    | Fluminense    |
| Vlag van Brazilië | Pascoal     | 11    | Botafogo      |